# 1 Flodabay

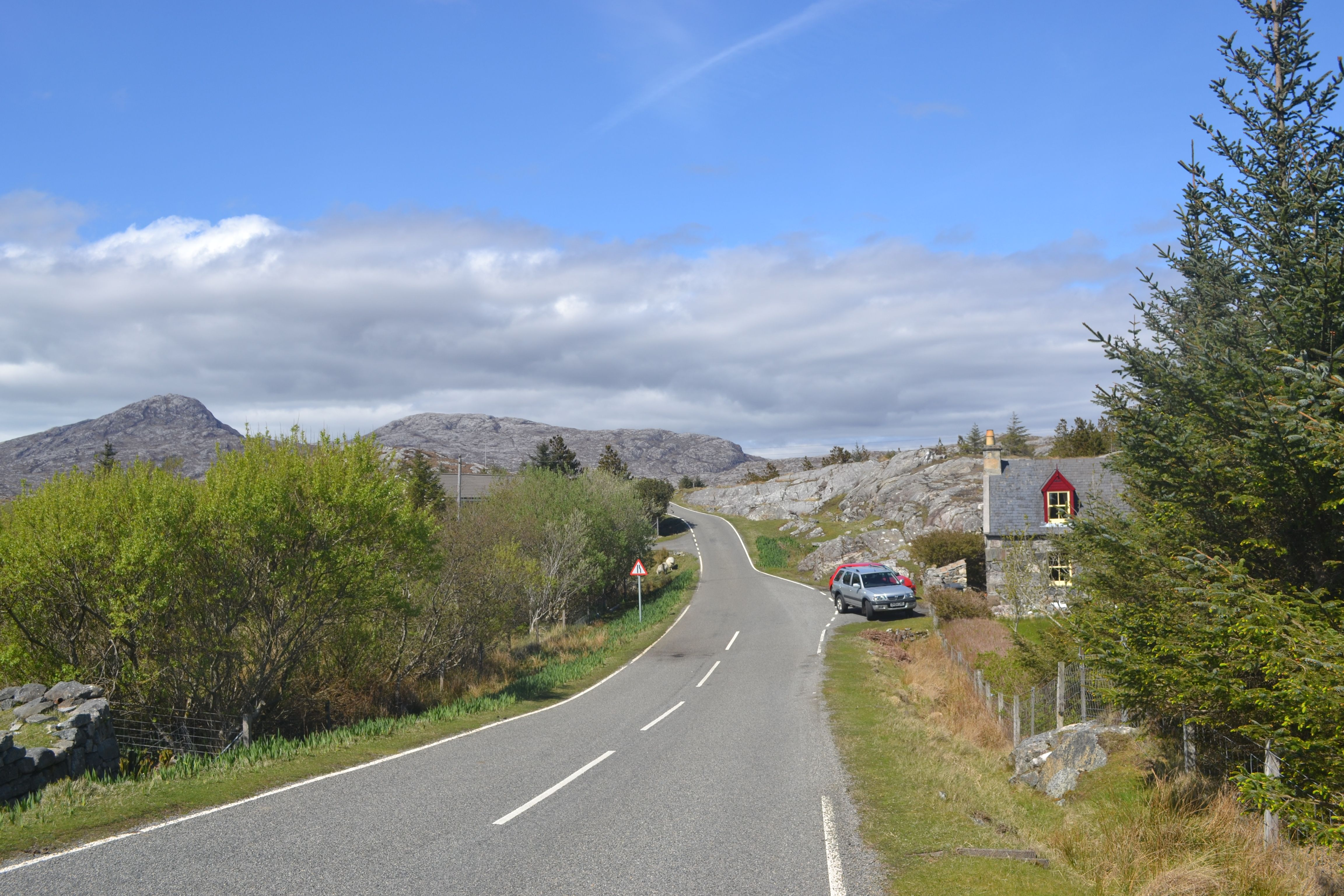
1 Flodabay an der rechten Straßenseite

Unter der Adresse 1 Flodabay, schottisch-gälisch: 1 Fleoideabhagh, in dem Weiler Flodabay auf der schottischen Hebrideninsel Lewis and Harris befindet sich ein Wohngebäude. 2007 wurde das Bauwerk in die schottischen Denkmallisten in der Denkmalkategorie C aufgenommen.

## Geschichte
Das Gebäude ließ John Mackinnon um 1840 errichten. Als Militärangehöriger verfügte Mackinnon über ein höheres Einkommen als die landwirtschaftlich geprägte Inselbevölkerung. 1 Flodabay gilt als seltenes Beispiel für ein Cottage gehobener Ausgestaltung auf den Hebriden. Möglicherweise handelt es sich um das früheste solche Gebäude an den Buchten von Harris. Mit den Steinmetz- und Bauarbeiten wurde Donald MacAulay aus dem nahegelegenen Geocrab betraut, der später unter anderem auch an der Errichtung von Ardvourlie Castle für Charles Murray, 7. Earl of Dunmore beteiligt war. Ungewöhnlich ist, dass das Gebäude bis mindestens 2006 in Familienbesitz verblieb. John Mackinnon war der Urgroßvater des seinerzeitigen Eigentümers; Donald MacAulay dessen Urgroßonkel.
1 Flodabay liegt heute weitgehend im ursprünglichen Zustand vor. Vermutlich um die Mitte des 20. Jahrhunderts wurde die Veranda im Eingangsbereich mit Betonsteinen ausgelegt und ein Badezimmer als Anbau ergänzt. Diese Änderungen wurden später jedoch entfernt und an der Veranda wieder traditionelle Feldsteine eingesetzt. Im Innenraum wurde die ursprünglich L-förmig entlang der Wand verlaufende Treppe durch eine zwischen den Längsseiten verlaufende Treppe ersetzt; eine Anordnung, die in Cottages in Aberdeenshire häufig anzutreffen ist. Der auch von Finlay J. Macdonald beschriebene gusseiserne Herd der Columbian Stove Works aus Falkirk wurde wieder eingesetzt.

## Beschreibung
1 Flodabay steht in dem Weiler Flodabay abseits der ungeordneten Straße, die sämtliche Weiler entlang der Ostküste Harris’ bis zum Erreichen der A859 anschließt, an einer Felsknolle. Etwa 100 Meter östlich beginnt die für die Ortschaft namensgebende Bucht Loch Flodabay.
Die südexponierte Hauptfassade des eingeschossigen, länglichen Cottages mit Mansardgeschoss ist drei Achsen weit. Sein Mauerwerk aus grobem Feldstein liegt, mit Ausnahme der verputzten rückwärtigen Fassade, als Sichtmauerwerk vor. Sämtliche eingesetzten Stürze sind aus Naturstein. Mittig tritt aus der Hauptfassade ein kleiner Giebel mit der zweiflügligen Eingangstüre heraus. In das Mauerwerk sind kleine, vierflächige Sprossenfenster eingelassen. Aus dem schiefergedeckten Satteldach treten an der Südseite zwei hölzerne Gauben heraus. Das mittig angeordnete Dachfenster wurde später eingesetzt. Um der windigen Witterung zu widerstehen, sind die Schindeln aus Paisleyschiefer mit Drähten fixiert. Die aufgemauerten Kamine mit Kranzgesims sind giebelständig.